# Calyptranthes lozanoi
Calyptranthes lozanoi är en myrtenväxtart som beskrevs av Parra-os.. Calyptranthes lozanoi ingår i släktet Calyptranthes och familjen myrtenväxter.
Artens utbredningsområde är Colombia.

## Underarter
Arten delas in i följande underarter:
- C. l. lozanoi
- C. l. tomentosa